# 短期大学設置基準
短期大学設置基準（たんきだいがくせっちきじゅん）は、学校教育法（昭和22年法律第26号）第3条、第8条及び第142条の規定に基づき、短期大学を設置するのに必要な最低の基準を定めた文部省（現在の文部科学省）の省令である。

## 構成
- 第一章 総則（第1条―第2条の3）
- 第二章 学科（第3条）
- 第三章 学生定員（第4条）
- 第四章 教育課程（第5条―第12条）
- 第五章 卒業の要件等（第13条―第19条）
- 第六章 教員組織（第20条―第22条）
- 第七章 教員の資格（第22条の2―第26条）
- 第八章 校地、校舎等の施設及び設備等（第27条―第33条）
- 第九章 事務組織等（第34条・第35条）
- 第十章 雑則（第36条・第37条）
- 附則